# Lüterswil-Gächliwil
Lüterswil-Gächliwil est une ancienne commune suisse du canton de Soleure, située dans le district de Bucheggberg.

## Histoire

Vue aérienne (1949)

La commune a été créée en 1995 par fusion de Lüterswil et de Gächliwil.
Le 18 juin 2023, les habitants acceptent à 93,4 % d'intégrer la commune voisine de Buchegg. La fusion est effective depuis le 1er janvier 2024.

## Patrimoine bâti
L'ancienne école, construite un peu en dehors du village de Gächliwil, les anciens bains de Lüterswil, situés dans une construction à colombages du début du XIXe siècle, de même que le moulin à huile du Grabenöli (datant probablement du XVIe siècle et restauré en 1988), sont inscrits comme biens culturels d'importance régionale.